# リキエップ環礁
座標: 北緯09度54分00秒 東経169度08分00秒 / 北緯9.90000度 東経169.13333度

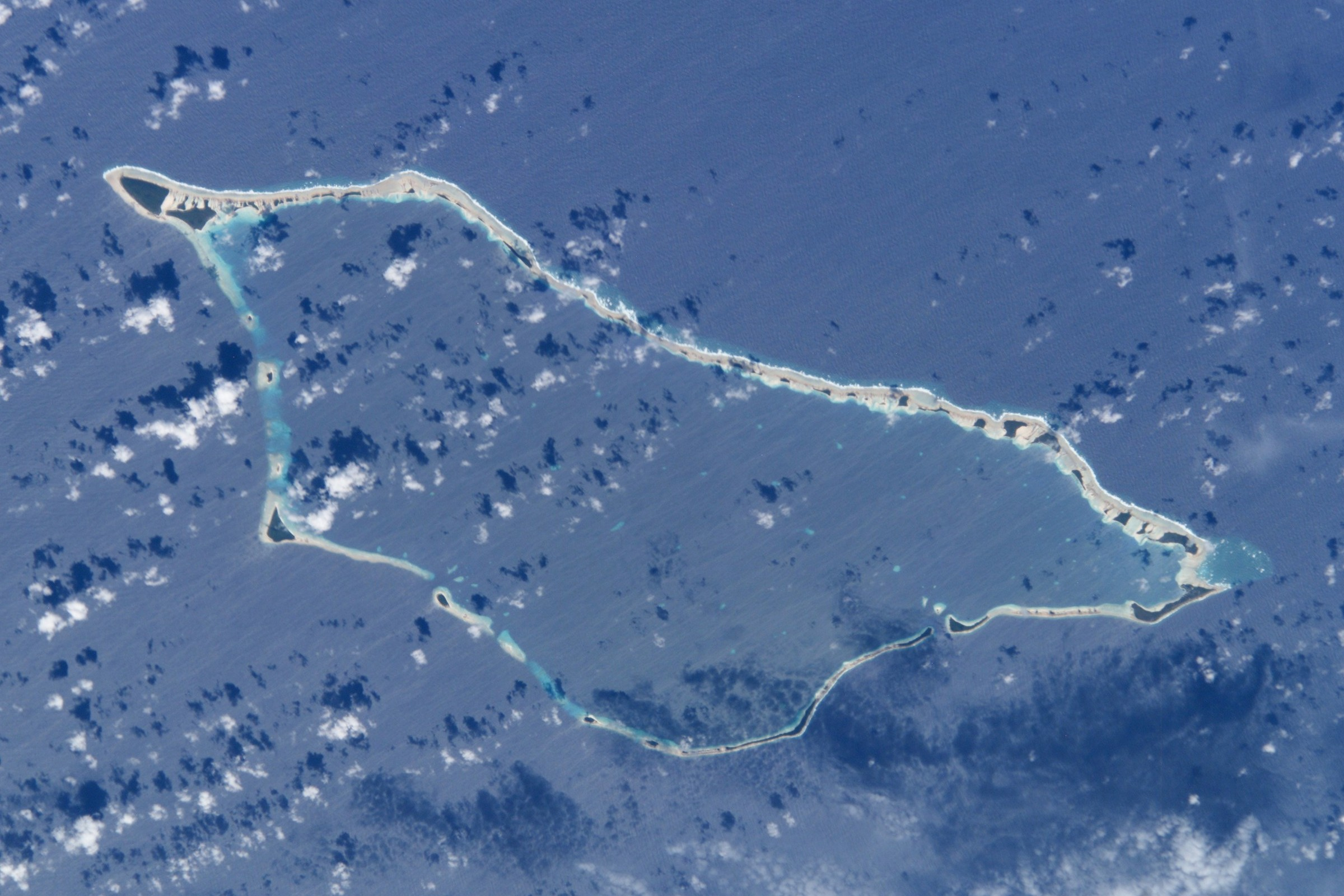
リキエップ環礁

リキエップ環礁は、65の小島から成る太平洋上の環礁であり、国際法上はマーシャル諸島のラタック列島に属している。小島の面積の合計は10.1km2であるが、環礁の総面積は419km2にもなる。環礁の人口は、1999年度で482人である。
なおリキエップ村の歴史的に重要な地区は、現在ユネスコの世界遺産に申請中である
。
詳細は以下を参照。
- Carmen C.H. Petrosian-Husa, The De Brum Photo Collection - Memento Mori, Alele Report 2005/1, Historic Preservation Office, Majuro, Marshall Islands. (ダウンロード先：http://cchph.net/portfolio/eng/publication-e.html)